# نيكولاي ألكسيف
نيكولاي ألكسيف (و. 1912 – 1984 م) هو دبلوماسي سوفيتي، كان عضوًا في الحزب الشيوعي السوفيتي، توفي عن عمر يناهز 72 عاماً.

## التعليم
تعلم في جامعة موسكو الحكومية
.